# 함풍 이씨
함풍 이씨(咸豊李氏)는 전라남도 함평군을 본관으로 하는 한국의 성씨이다. 시조는 고려의 재상으로 함풍부원군(咸豊府院君)에 봉해진 이광봉(李光逢)이다.
== 역사 ==

함풍이씨(咸豊李氏)의 시조(始祖)는 이광봉(李光逢)이시다. 고려조(高麗朝)에서 충렬(忠烈), 충선(忠宣), 충숙(忠肅), 세 왕(3王)을 모신 명재상(名宰相)으로, 벽상삼한(壁上三韓) 삼중대광(三重大匡) 좌명공신(佐命功臣) 함풍부원군(咸豊府院君)에 봉(封)해진 휘(諱) 광봉(光逢)이시다. 후손(後孫)들은 이 군봉(君封)에 의(依)해 득관조(得貫祖)로 모셔오고 있다. 배위(配位)는 통의군부인(通義郡夫人) 금성나씨(錦城羅氏)로 봉익대부(奉翊大夫) 지밀직사사(知密直司事) 회원대장군(懷遠大將軍) 유(裕)의 따님(女)이시다.

시조(始祖) 부군(府君)에 관한 기록으로는 고려국(高麗國) 충렬, 충선, 충숙, 3왕조(三王朝)를 섬기었다. 충렬왕 원년 을해년(乙亥年:1275)에 출사(出仕)하여 을사년(乙巳年:1305)에 정당문학(政堂文學)이 되고, 기유년(己酉年:1309)에 원(元)에 가고 충숙왕 원년(元年) 갑인년(甲寅年:1314) 4월 공(公)은 상호군(上護軍)으로서 원(元)나라 조정에 들어가 연호가 바뀌어 짐에 따라 원나라 황제(皇帝) 앞에 나아가 축하를 드렸다.

동왕 6년 기미년(己未年:1319) 2월 동지밀직사사(同知密直司事)가 되고, 7년 경신년(庚申年:1320) 4월 평리(評理)로 승진되었다. 12월 원(元)나라 황제(皇帝)가 충선왕을 토번(티베트)에 유배 보내자 공(公)은 몹시 원통하여 삼가근신(謹愼)하고 자정하였다. 일찍이 충선왕과 충숙왕 시대 왕위(王位)가 서로 뒤바뀐 일은 원(元)나라 황제(皇帝)의 권력농단이 매우 심한 것으로 공(公)은 항상 근심하고 걱정했다. 역사에 실려 있는 것을 대충 살펴보면 충렬왕 24년 충선왕은 음력 8월1일 왕위(王位)를 물려받아 원(元)나라 명으로 복위(復位)를 한 후 강제로 부름을 받고 원(몽골)에 들어갔다.

연경(북경)에서 머무른 지 10년 충렬왕이 죽고 충선왕이 돌아와 즉위(卽位)했다. 원(元)나라가 전과같이 충선을 임금으로 책봉(冊封)하고 심양왕호(瀋陽王號)를 봉(封)하였다. 원(몽골)에 따라가 머무른 지 5년 원(몽골)에서 돌아가고 싶지 않다고 원(元)에게 주청하였다. 왕위(王位)를 충숙왕에게 전위(傳位)하였고 또 조카 고(暠)에게 심양왕세자(瀋陽王世子)로 삼았다. 그러나 어쩔 수 없이 충숙왕과 같이 환국(還國)하여 즉위(卽位)하였으니 충선왕이 원(몽골)에 머무른 지 3년이다.

또 다시 심양왕위(瀋陽王位)를 고(暠:심양)에게 물려주고 충선왕은 참소당하여 유배(流配)되었다. 충숙왕 8년 4월 정묘(丁卯) 새벽 4시경에 왕(王)이 갑자기 원(元)에 가자 고(暠:심양)의 무리들이 고(暠)를 옹립하고자 도모하였다. 충숙왕이 여러 번 원(元)에 참소하였으나 원(元)나라는 충숙왕의 국왕(國王)의 인(印)을 거두었다. 원(元)나라 황제(皇帝)가 억울함을 인지하고, 충선왕을 연경(북경)으로 소환하였다. 충숙왕 11년 임신(壬申:1324년) 정월에 명령으로 충숙왕에게 국왕인(國王印)을 다시 돌려주었다. 4월 공(公)으로서 삼사사(三司使)로 삼고 고(暠)의 옹립(擁立)을 도모한 자들은 모두 다 파면하였고 공(公)을 좌명공신(佐命功臣) 함풍부원군(咸豊府院君)에 봉(封)하였다. 이것이 공(公)의 충성스럽고 정직하며, 의롭고 열열 하여 권모술책(權謀術策)에 현혹되지 아니함이고, 충선왕의 옛 신하로서의 의리로 보답함으로써 충숙왕위(忠肅王位)를 복원(復元)하는 공(功)을 세운 것이다.